# SN 2006hv
SN 2006hv – supernowa typu Ia odkryta 18 września 2006 roku w galaktyce A222719+0101. W momencie odkrycia miała maksymalną jasność 22,70m.